# Hippotragus
Hippotragus è un genere di antilopi che comprende tre specie, di cui una estinta: l'antilope azzurra. Essi vivono in branchi di 8-40 componenti fra cui vi è la presenza di un unico esemplare maschio nero.
Le specie sono:
- Antilope roana o antilope equina, Hippotragus equinus
- Antilope azzurra o «blaauwbok», Hippotragus leucophaeus
- Ippotrago o antilope nera, Hippotragus niger

## Descrizione
- Altezza 1,3 a 1,45 m al garrese;
- Peso massimo 250 kg;
- Colore, il maschio è molto scuro sul nero, mentre la femmina può anche variare sul bruno-dorato. I due sessi hanno parti bianche (labbra e muso).
- Corna, molto lunghe rispetto alle specie simili, si parla di un caso che abbia raggiunto la lunghezza di 1,75 m.

## Riproduzione
I primi mesi dell'anno si registrano il maggior numero di nascite, hanno un periodo lungo di gestazione (circa 270 giorni).

## Conservazione
La specie più comune fra quelle rimaste è l'ippotrago gigante dell'Angola, ne sono rimasti circa 500-700 individui. Gli ippotraghi vivono nel Transvaal, in Angola e in Kenya.